# تینوس اوسندارپ
تینوس اوسندارپ (هلندی: Tinus Osendarp؛ ۲۱ مه ۱۹۱۶ – ۲۰ ژوئن ۲۰۰۲) دونده سرعت اهل هلند بود.
وی در مسابقات کشوری و بین‌المللی در مجموع برندهٔ ۲ مدال طلا، ۴ مدال برنز شده‌است.